# Campoplex praeoccupator
Campoplex praeoccupator là một loài tò vò trong họ Ichneumonidae.